# 捏
捏是指握住一个有弹性的物体，其中物體的一部分被夹在两个手指之间，同時人們還可以用力挤压。人們通常使用拇指和另一只手指捏住東西。另一只手指离拇指越近，捏的力越强。如果捏的東西是人體或皮膚，則人們往往會感到疼痛。